# خط عرض 8° جنوب
خط عرض 8° جنوب هي إحدى دوائر العرض الجغرافية، وهي دوائر وهمية تحيط بالكرة الأرضية، وموازية لخط الاستواء، وتتميز هذه الدائرة بأن الأراضي الواقعة عليها تنتمي للمنطقة المدارية الحارة.

## حول العالم
خط عرض 8° جنوب يبدأ من خط الزوال الأولي ويتجه شرقا ويمر عبر:
| الإحداثيات                         | البلد أو الإقليم أو البحر                   | ملاحظات |
| ---------------------------------- | ------------------------------------------- | --- |
| 8°0′S 0°0′E / 8.000°S 0.000°E      | المحيط الأطلسي                              | |
| 8°0′S 13°11′E / 8.000°S 13.183°E   | أنغولا                                      | |
| 8°0′S 17°29′E / 8.000°S 17.483°E   | جمهورية الكونغو الديمقراطية                 | |
| 8°0′S 18°10′E / 8.000°S 18.167°E   | أنغولا                                      | |
| 8°0′S 18°18′E / 8.000°S 18.300°E   | جمهورية الكونغو الديمقراطية                 | |
| 8°0′S 18°23′E / 8.000°S 18.383°E   | جمهورية الكونغو الديمقراطية / أنغولا border | |
| 8°0′S 18°31′E / 8.000°S 18.517°E   | أنغولا                                      | |
| 8°0′S 18°48′E / 8.000°S 18.800°E   | جمهورية الكونغو الديمقراطية / أنغولا border | |
| 8°0′S 19°22′E / 8.000°S 19.367°E   | أنغولا                                      | |
| 8°0′S 21°46′E / 8.000°S 21.767°E   | جمهورية الكونغو الديمقراطية                 | |
| 8°0′S 30°27′E / 8.000°S 30.450°E   | بحيرة تنجانيقا                              | |
| 8°0′S 30°53′E / 8.000°S 30.883°E   | تنزانيا                                     | |
| 8°0′S 39°27′E / 8.000°S 39.450°E   | المحيط الهندي                               | مرورا بجنوب the جزيرة جزيرة مافيا, تنزانيا |
| 8°0′S 39°45′E / 8.000°S 39.750°E   | تنزانيا                                     | جزيرة Chole |
| 8°0′S 39°48′E / 8.000°S 39.800°E   | المحيط الهندي                               | |
| 8°0′S 110°15′E / 8.000°S 110.250°E | إندونيسيا                                   | جزيرة جاوة (جزيرة) |
| 8°0′S 114°25′E / 8.000°S 114.417°E | بحر بالي                                    | مرورا بشمال the جزيرة بالي, إندونيسيا |
| 8°0′S 117°9′E / 8.000°S 117.150°E  | بحر فلوريس                                  | مرورا بشمال the جزيرة سومباوا, إندونيسيا |
| 8°0′S 122°47′E / 8.000°S 122.783°E | بحر باندا                                   | مرورا بشمال the جزيرة جزيرة فلوريس (إندونيسيا), إندونيسيا · مرورا بشمال the جزيرة Alor, إندونيسيا                                                |
| 8°0′S 125°43′E / 8.000°S 125.717°E | إندونيسيا                                   | جزر جزيرة ليران وجزيرة ويتار |
| 8°0′S 125°48′E / 8.000°S 125.800°E | Wetar Strait                                | مرورا بشمال the جزيرة Kisar, إندونيسيا |
| 8°0′S 129°39′E / 8.000°S 129.650°E | إندونيسيا                                   | جزيرة جزر بابار |
| 8°0′S 129°48′E / 8.000°S 129.800°E | بحر تيمور                                   | |
| 8°0′S 131°12′E / 8.000°S 131.200°E | إندونيسيا                                   | جزيرة جزيرة يامدينا |
| 8°0′S 131°19′E / 8.000°S 131.317°E | بحر آرافورا                                 | |
| 8°0′S 137°50′E / 8.000°S 137.833°E | إندونيسيا                                   | جزر جزيرة يوس سودارسو وغينيا الجديدة |
| 8°0′S 141°1′E / 8.000°S 141.017°E  | بابوا غينيا الجديدة                         | جزيرة غينيا الجديدة |
| 8°0′S 143°55′E / 8.000°S 143.917°E | Gulf of Papua                               | |
| 8°0′S 145°48′E / 8.000°S 145.800°E | بابوا غينيا الجديدة                         | جزيرة غينيا الجديدة |
| 8°0′S 147°57′E / 8.000°S 147.950°E | بحر سليمان                                  | |
| 8°0′S 156°31′E / 8.000°S 156.517°E | جزر سليمان                                  | جزيرة Ranongga |
| 8°0′S 156°35′E / 8.000°S 156.583°E | بحر سليمان                                  | |
| 8°0′S 156°56′E / 8.000°S 156.933°E | جزر سليمان                                  | جزيرة Kolombangara |
| 8°0′S 157°11′E / 8.000°S 157.183°E | Kula Gulf                                   | |
| 8°0′S 157°23′E / 8.000°S 157.383°E | جزر سليمان                                  | جزيرة New Georgia |
| 8°0′S 157°33′E / 8.000°S 157.550°E | New Georgia Sound                           | |
| 8°0′S 158°53′E / 8.000°S 158.883°E | جزر سليمان                                  | جزيرة سانتا إيزابيل [لغات أخرى]‏ |
| 8°0′S 159°24′E / 8.000°S 159.400°E | المحيط الهادئ                               | مرورا بجنوب the جزيرة Dai, جزر سليمان |
| 8°0′S 178°20′E / 8.000°S 178.333°E | توفالو                                      | Nukufetau atoll |
| 8°0′S 178°24′E / 8.000°S 178.400°E | المحيط الهادئ                               | The parallel defines the northern حدود بحرية of the جزر كوك من the خط طول 167° غرب to the خط طول 156° غرب                                        |
| 8°0′S 140°43′W / 8.000°S 140.717°W | تاهيتي                                      | جزيرة Eiao |
| 8°0′S 140°40′W / 8.000°S 140.667°W | المحيط الهادئ                               | |
| 8°0′S 79°13′W / 8.000°S 79.217°W   | بيرو                                        | |
| 8°0′S 73°40′W / 8.000°S 73.667°W   | البرازيل                                    | Acre الأمازون (ولاية) روندونيا Amazonas ماتو غروسو بارا توكانتينس مارانهاو - لحوالي 11 km Tocantins Maranhão بياوي بيرنامبوكو بارايبا Pernambuco |
| 8°0′S 34°50′W / 8.000°S 34.833°W   | المحيط الأطلسي                              | Passing just to the south of جزيرة أسينشين, سانت هيلين                                                                                           |